# Sylvaniet
Sylvaniet is een zilver-goud-telluride-mineraal met de chemische formule (Ag,Au)2Te4. De verhouding goud tot zilver varieert van 3:1 tot 1:1. Sylvaniet is nauw verwant aan calaveriet, dat ten hoogste ‘slechts’ 3% zilver bevat.

## Eigenschappen
Het witte tot zilverwitte sylvaniet heeft een metaalglans en een staalgrijze streepkleur. Het kristalstelsel is monoklien-prismatisch. Sylvaniet splijt perfect langs kristalvlak [010] en heeft een brosse tot conchoïdale breuk. De gemiddelde dichtheid is in de orde van 8,1, wat zeer hoog is voor een mineraal, en de hardheid is 1,5-2, wat dan weer zeer zacht is. Sylvaniet is lichtgevoelig en krijgt een donkere patina na een lange blootstelling aan natuurlijk licht.

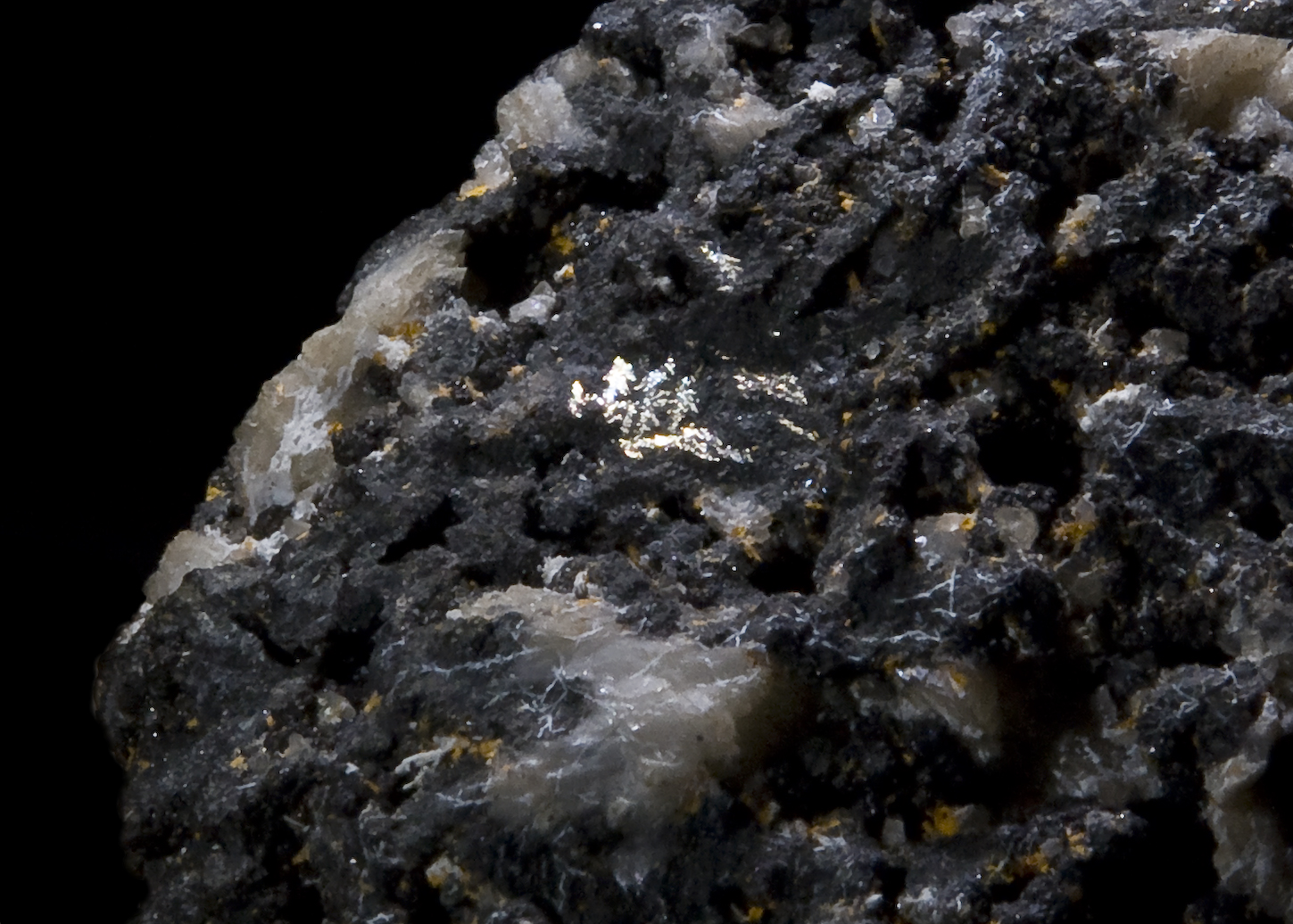
Sylvaniet uit het Roemeense Nagyag

## Naam
Sylvaniet is vernoemd naar Transsylvanië, de historische regio in het huidige Roemenië, waar sylvaniet voor het eerst ontdekt werd. Al in 1785 werd voor het eerst gewag gemaakt van het mineraal, door von Reichenstein, de ontdekker van het element telluur. Het duurde echter 50 jaar, tot 1835, vooraleer het mineraal voor de eerste keer uitvoerig wetenschappelijk beschreven werd door de Zwitserse mineraloog Louis Albert Necker.

## Voorkomen
Volgens Mindat.org komt sylvaniet wereldwijd op vele plaatsen voor, doch amper in grote concentraties. Naast de typelocatie te Baia de Arieş in het Roemeense district Alba, komt sylvaniet op honderden andere locaties voor, op elk bewoond continent. Waar sylvaniet wel in relatief grote concentraties voorkomt, wordt het vaak als ertsmineraal ontgonnen, zoals bijvoorbeeld in Cripple Creek, Colorado.
Sylvaniet komt voor in hydrothermale aders. Sylvaniet komt daarbij voornamelijk voor in lage-temperatuuraders, en in mindere mate in hoge-temperatuuraders. Het mineraal is een van de laatste mineralen om uit te kristaliseren en wordt vaak geassocieerd met zuiver goud, kwarts, fluoriet, rhodochrosiet, pyriet, acanthiet, nagyagiet, calaveriet, krenneriet en andere zeldzame telluridemineralen.